# Capo Verde ai Giochi della XXXIII Olimpiade
Capo Verde ha partecipato ai Giochi della XXXIII Olimpiade, svoltisi a Parigi dal 26 luglio all'11 agosto 2024, con una delegazione di 7 atleti, 4 uomini e 3 donne.
I portabandiera alla cerimonia di apertura sono stati Daniel Varela de Pina e Djamila Silva.

## Medagliere

### Per disciplina
| Sport    | Oro | Argento | Bronzo | Totale |
| -------- | --- | ------- | ------ | ------ |
| Pugilato | 0   | 0       | 1      | 1      |
| Totale   | 0   | 0       | 1      | 1      |

### Medaglie
| Medaglia | Nome                  | Sport    | Evento     |
| -------- | --------------------- | -------- | ---------- |
| Bronzo   | Daniel Varela de Pina | Pugilato | Pesi mosca |

## Delegazione
| Sport            | Uomini | Donne | Totale |
| ---------------- | ------ | ----- | ------ |
| Atletica leggera | 1      | 0     | 1      |
| Judo             | 0      | 1     | 1      |
| Nuoto            | 1      | 1     | 2      |
| Pugilato         | 1      | 1     | 2      |
| Scherma          | 1      | 0     | 1      |
| Totale           | 4      | 3     | 7      |

## Risultati

### Atletica leggera
| Q | Qualificato al turno successivo per la posizione in qualificazione                                                           |
| q | Qualificato per il turno successivo per ripescaggio o, negli eventi su campo, conquistando la misura minima per qualificarsi |

Eventi su pista e strada
| Atleta        | Evento            | Qualificazione | Qualificazione | Finale    | Finale    |
| Atleta        | Evento            | Risultato      | Posizione      | Risultato | Posizione |
| ------------- | ----------------- | -------------- | -------------- | --------- | --------- |
| Samuel Freire | Maratona maschile |                |                | 2h15'05"  | 56        |

### Judo
| Atleta        | Evento          | 16-esimi             | Ottavi               | Quarti               | Semifinali           | Ripescaggio          | Finale               | Pos.            |
| Atleta        | Evento          | Avversario Punteggio | Avversario Punteggio | Avversario Punteggio | Avversario Punteggio | Avversario Punteggio | Avversario Punteggio | Pos.            |
| ------------- | --------------- | -------------------- | -------------------- | -------------------- | -------------------- | -------------------- | -------------------- | --------------- |
| Djamila Silva | 52 kg femminile | Pimenta P 0-10       | Non qualificata      | Non qualificata      | Non qualificata      | Non qualificata      | Non qualificata      | Non qualificata |

### Nuoto
| Atleta     | Evento                     | Batterie | Batterie  | Semifinali      | Semifinali      | Finale          | Finale          |
| Atleta     | Evento                     | Tempo    | Posizione | Tempo           | Posizione       | Tempo           | Posizione       |
| ---------- | -------------------------- | -------- | --------- | --------------- | --------------- | --------------- | --------------- |
| José Tati  | 50 m stile libero maschile | 26''66   | 59º       | Non qualificato | Non qualificato | Non qualificato | Non qualificato |
| Jayla Pina | 200 m misti femminili      | 2'24''51 | 33ª       | Non qualificata | Non qualificata | Non qualificata | Non qualificata |

### Pugilato
| Atleta                | Evento                | 16-esimi             | Ottavi               | Quarti               | Semifinali           | Finale               | Pos.            |
| Atleta                | Evento                | Avversario Punteggio | Avversario Punteggio | Avversario Punteggio | Avversario Punteggio | Avversario Punteggio | Pos.            |
| --------------------- | --------------------- | -------------------- | -------------------- | -------------------- | -------------------- | -------------------- | --------------- |
| Daniel Varela de Pina | Pesi mosca maschile   | Bye                  | Panmod V 4–2         | Chinyemba V 5–0      | Dusmatov P 0–5       | Non qualificato      | Bronzo          |
| Ivanusa Moreira       | Pesi welter femminile | Bye                  | Derieuw P 2–3        | Non qualificata      | Non qualificata      | Non qualificata      | Non qualificata |

### Scherma
| Atleta                     | Evento               | Trentaduesimi        | Sedicesimi           | Ottavi di finale     | Quarti di finale     | Semifinali           | Finale               | Pos.            |
| Atleta                     | Evento               | Avversario Risultato | Avversario Risultato | Avversario Risultato | Avversario Risultato | Avversario Risultato | Avversario Risultato | Pos.            |
| -------------------------- | -------------------- | -------------------- | -------------------- | -------------------- | -------------------- | -------------------- | -------------------- | --------------- |
| Victor Alvares de Oliveira | Fioretto individuale | Gu P 9–15            | Non qualificato      | Non qualificato      | Non qualificato      | Non qualificato      | Non qualificato      | Non qualificato |